# Charles Borremans
Pour les articles homonymes, voir Borremans.
Charles Borremans est un compositeur, violoniste et chef d'orchestre néerlandais, né le 5 avril 1769 à Bruxelles où il est mort le 17 juillet 1827.

## Biographie
Il est chef d’orchestre au théâtre de la Monnaie de 1804 à 1825 quand le compositeur Charles-Louis-Joseph Hanssens lui succède.
La famille Borremans est liée à celle des Artot. La sœur de Joseph Borremans, lui-même frère de Charles, est l'épouse de Maurice Artot, père du violoniste Joseph-Alexandre Artot.
Un Quatuor pour le pianoforte clavecin ou avec accompagnement de basse et deux violone en F, dont une partie manque, est inventorié comme no  476 dans les archives de la famille noble d'Arenberg à Enghien.